# أومري كاسبي
أومري كاسبي (بالعبرية: עומרי כספי‏) مواليد 22 يونيو 1988 في حولون، هو لاعب كرة سلة إسرائيلي سابق، بدأ مسيرته الاحترافية في سنة 2005. تم اختياره من قبل فريق سكرامنتو كينغز خلال الدرافت، يلعب مع فريق سكرامنتو كينغز في الرابطة الوطنية لكرة السلة ويحمل الرقم 18. يبلغ طوله 6 قدم 9 بوصة (2.1 م).

## إحصائيات مسيرته

### الرابطة الوطنية لكرة السلة

#### الموسم الاعتيادي
| السنة   | الفريق             | لعب | بدأ | دقيقة | ميداني% | ثلاثية | حرة  | ارتداد | صنع | استلاب | تصدي | نقطة |
| ------- | ------------------ | --- | --- | ----- | ------- | ------ | ---- | ------ | --- | ------ | ---- | ---- |
| 2009–10 | سكرامنتو كينغز     | 77  | 31  | 25.1  | .446    | .369   | .672 | 4.5    | 1.2 | .7     | .2   | 10.3 |
| 2010–11 | سكرامنتو كينغز     | 71  | 27  | 24.0  | .412    | .372   | .673 | 4.3    | 1.0 | .8     | .2   | 8.6  |
| 2011–12 | كليفلاند كافالييرز | 65  | 35  | 20.6  | .403    | .315   | .685 | 3.5    | 1.0 | .6     | .3   | 7.1  |
| 2012–13 | كليفلاند كافالييرز | 43  | 1   | 11.7  | .394    | .329   | .537 | 2.7    | .7  | .6     | .3   | 4.0  |
| 2013–14 | هيوستن روكتس       | 71  | 2   | 18.1  | .422    | .347   | .680 | 3.7    | 1.2 | .6     | .2   | 6.9  |
| 2014–15 | سكرامنتو كينغز     | 67  | 19  | 21.1  | .489    | .402   | .733 | 3.9    | 1.5 | .5     | .1   | 8.9  |
| 2015–16 | سكرامنتو كينغز     | 69  | 21  | 27.2  | .481    | .409   | .648 | 5.9    | 1.4 | .8     | .2   | 11.8 |
| المسيرة |                    | 463 | 136 | 21.7  | .4442   | .368   | .677 | 4.2    | 1.2 | .7     | .2   | 8.5  |

## روابط خارجية
- أومري كاسبي على موقع الاتحاد الدولي لكرة السلة (الإنجليزية)
- أومري كاسبي على موقع الدوري الأوروبي لكرة السلة (الإنجليزية)
- أومري كاسبي على موقع إن بي أي (الإنجليزية)
- أومري كاسبي على موقع سبورتس رفرنس (الإنجليزية)
- أومري كاسبي على موقع كرة السلة الأوروبية.كوم (الإنجليزية)
- أومري كاسبي على موقع إي إس بي إن.كوم (الإنجليزية)
- أومري كاسبي على موقع ريلجم (الإنجليزية)
- أومري كاسبي على موقع بروبوليرز (الإنجليزية)
- أومري كاسبي على موقع سبورتس رفرنس (الإنجليزية)